# Motomu Kiyokawa
Motomu Kiyokawa (清川 元夢, Kiyokawa Motomu) (9 de abril de 1935 - 17 de agosto de 2022) foi um ator e dublador japonês nascido em Kanagawa. Ele era afiliado do Tokyo Actor's Consumer's Cooperative Society e levava o apelido de Kiyomū".

## Dublagens

### Anime
- The Big O (Norman Burg)
- Cardcaptor Sakura (Wei Wang)
- Charlie and the Chocolate Factory (DVD) (Grandpa Joe)
- Future GPX Cyber Formula series (George Grayson e Jun Nakazawa)
- Hellsing (Walter C. Dornez)
- Kare Kano (Kawashima-sensei)
- Kikaider 01 (Shadow Knight)
- Mobile Suit Gundam (Tem Ray)
- Nadia (Gargoyle)
- Neon Genesis Evangelion (Kōzō Fuyutsuki)
- Nodame Cantabile (Charles Auclair)
- Shikigami no Shiro Munchausen
- Those Who Hunt Elves (Einal)
- Time of Eve (Shimei)
- Vampire Hunter D (Doctor Feringo)
- Vampire Hunter D: Bloodlust (John Elbourne)

### Tokusatsu
- Ultraman Leo Episode 39 (Ultraman King and Alien Babarue)
- Ultraman Mebius (Alien Babarue)
- Ultraman Mebius Side Story: Hikari Saga (Ultraman King and Alien Babarue)
- Kyuukyuu Sentai GoGo-V (Zombeast)